# Bandits (album uit 2011)
Bandits is de eerste CD van de Vlaamse band Bandits.
Het is een CD met verschillende soorten nummers. Zo zitten er rocknummers tussen, maar ook rustige songs.
Het album is uitgekomen op 23 november 2011.

## Tracklist
| Titel              | Duur | Componist                                                             | Tekstschrijver                                                        |
| ------------------ | ---- | --------------------------------------------------------------------- | --------------------------------------------------------------------- |
| 'T kan niet op     | 3:08 | Udo Mechels & Stefaan Fernande                                        | Udo Mechels & Stefaan Fernande                                        |
| Tweelingzus        | 3:25 | Robbe Tom Balis & Wouter Vander Veken                                 | Guus Fluit & Wouter Vander Veken                                      |
| In de band         | 2:37 | Walter Mannaerts, Nina Sampermans, Guus Fluit & Wouter Vander Veken   | Walter Mannaerts, Nina Sampermans, Guus Fluit & Wouter Vander Veken   |
| Stop!              | 2:59 | Stijn Maryns                                                          | Stefaan Fernande                                                      |
| Dit is jouw moment | 3:31 | Niko Westelinck & Sean Dhondt                                         | Niko Westelinck & Sean Dhondt                                         |
| Jimmy              | 3:59 | Jean Bosco Safari, Walter Mannaerts, Guus Fluit & Wouter Vander Veken | Jean Bosco Safari, Walter Mannaerts, Guus Fluit & Wouter Vander Veken |
| Rock & Roll        | 2:56 | Jacques Motmans                                                       | Jacques Motmans, Stefaan Fernande, Jasper Publie                      |
| Sarah              | 2:57 | Jean Bosco Safari, Walter Mannaerts, Guus Fluit & Wouter Vander Veken | Jean Bosco Safari, Walter Mannaerts, Guus Fluit & Wouter Vander Veken |
| Canada             | 2:42 | Jasper Publie                                                         | Jasper Publie & Stefaan Fernande                                      |
| Vuur & Vlam        | 3:18 | Kris Wauters & Stefaan Fernande                                       | Kris Wauters & Stefaan Fernande                                       |
| Van mij            | 2:28 | Toon Smet                                                             | Thomas Van Achteren & Guus Fluit                                      |
| Een dag opnieuw    | 3:11 | Niko Westelinck & Pieter Van Dessel                                   | Niko Westelinck, Pieter Van Dessel & Guus Fluit                       |

## Hitnotering

### VlaamseUltratop 200Albums
| Hitnotering: (Week 1 t/m 12) 03-12-2011 t/m 18-02-2012 Hitnotering: (Week 13) 03-03-2012 Hitnotering: (Week 14 t/m 15) 19-05-2012 t/m 26-05-2012 Hitnotering: (Week 16 t/m) 09-06-2012 t/m | Hitnotering: (Week 1 t/m 12) 03-12-2011 t/m 18-02-2012 Hitnotering: (Week 13) 03-03-2012 Hitnotering: (Week 14 t/m 15) 19-05-2012 t/m 26-05-2012 Hitnotering: (Week 16 t/m) 09-06-2012 t/m | Hitnotering: (Week 1 t/m 12) 03-12-2011 t/m 18-02-2012 Hitnotering: (Week 13) 03-03-2012 Hitnotering: (Week 14 t/m 15) 19-05-2012 t/m 26-05-2012 Hitnotering: (Week 16 t/m) 09-06-2012 t/m | Hitnotering: (Week 1 t/m 12) 03-12-2011 t/m 18-02-2012 Hitnotering: (Week 13) 03-03-2012 Hitnotering: (Week 14 t/m 15) 19-05-2012 t/m 26-05-2012 Hitnotering: (Week 16 t/m) 09-06-2012 t/m | Hitnotering: (Week 1 t/m 12) 03-12-2011 t/m 18-02-2012 Hitnotering: (Week 13) 03-03-2012 Hitnotering: (Week 14 t/m 15) 19-05-2012 t/m 26-05-2012 Hitnotering: (Week 16 t/m) 09-06-2012 t/m | Hitnotering: (Week 1 t/m 12) 03-12-2011 t/m 18-02-2012 Hitnotering: (Week 13) 03-03-2012 Hitnotering: (Week 14 t/m 15) 19-05-2012 t/m 26-05-2012 Hitnotering: (Week 16 t/m) 09-06-2012 t/m | Hitnotering: (Week 1 t/m 12) 03-12-2011 t/m 18-02-2012 Hitnotering: (Week 13) 03-03-2012 Hitnotering: (Week 14 t/m 15) 19-05-2012 t/m 26-05-2012 Hitnotering: (Week 16 t/m) 09-06-2012 t/m | Hitnotering: (Week 1 t/m 12) 03-12-2011 t/m 18-02-2012 Hitnotering: (Week 13) 03-03-2012 Hitnotering: (Week 14 t/m 15) 19-05-2012 t/m 26-05-2012 Hitnotering: (Week 16 t/m) 09-06-2012 t/m | Hitnotering: (Week 1 t/m 12) 03-12-2011 t/m 18-02-2012 Hitnotering: (Week 13) 03-03-2012 Hitnotering: (Week 14 t/m 15) 19-05-2012 t/m 26-05-2012 Hitnotering: (Week 16 t/m) 09-06-2012 t/m | Hitnotering: (Week 1 t/m 12) 03-12-2011 t/m 18-02-2012 Hitnotering: (Week 13) 03-03-2012 Hitnotering: (Week 14 t/m 15) 19-05-2012 t/m 26-05-2012 Hitnotering: (Week 16 t/m) 09-06-2012 t/m | Hitnotering: (Week 1 t/m 12) 03-12-2011 t/m 18-02-2012 Hitnotering: (Week 13) 03-03-2012 Hitnotering: (Week 14 t/m 15) 19-05-2012 t/m 26-05-2012 Hitnotering: (Week 16 t/m) 09-06-2012 t/m | Hitnotering: (Week 1 t/m 12) 03-12-2011 t/m 18-02-2012 Hitnotering: (Week 13) 03-03-2012 Hitnotering: (Week 14 t/m 15) 19-05-2012 t/m 26-05-2012 Hitnotering: (Week 16 t/m) 09-06-2012 t/m | Hitnotering: (Week 1 t/m 12) 03-12-2011 t/m 18-02-2012 Hitnotering: (Week 13) 03-03-2012 Hitnotering: (Week 14 t/m 15) 19-05-2012 t/m 26-05-2012 Hitnotering: (Week 16 t/m) 09-06-2012 t/m | Hitnotering: (Week 1 t/m 12) 03-12-2011 t/m 18-02-2012 Hitnotering: (Week 13) 03-03-2012 Hitnotering: (Week 14 t/m 15) 19-05-2012 t/m 26-05-2012 Hitnotering: (Week 16 t/m) 09-06-2012 t/m | Hitnotering: (Week 1 t/m 12) 03-12-2011 t/m 18-02-2012 Hitnotering: (Week 13) 03-03-2012 Hitnotering: (Week 14 t/m 15) 19-05-2012 t/m 26-05-2012 Hitnotering: (Week 16 t/m) 09-06-2012 t/m | Hitnotering: (Week 1 t/m 12) 03-12-2011 t/m 18-02-2012 Hitnotering: (Week 13) 03-03-2012 Hitnotering: (Week 14 t/m 15) 19-05-2012 t/m 26-05-2012 Hitnotering: (Week 16 t/m) 09-06-2012 t/m | Hitnotering: (Week 1 t/m 12) 03-12-2011 t/m 18-02-2012 Hitnotering: (Week 13) 03-03-2012 Hitnotering: (Week 14 t/m 15) 19-05-2012 t/m 26-05-2012 Hitnotering: (Week 16 t/m) 09-06-2012 t/m | Hitnotering: (Week 1 t/m 12) 03-12-2011 t/m 18-02-2012 Hitnotering: (Week 13) 03-03-2012 Hitnotering: (Week 14 t/m 15) 19-05-2012 t/m 26-05-2012 Hitnotering: (Week 16 t/m) 09-06-2012 t/m | Hitnotering: (Week 1 t/m 12) 03-12-2011 t/m 18-02-2012 Hitnotering: (Week 13) 03-03-2012 Hitnotering: (Week 14 t/m 15) 19-05-2012 t/m 26-05-2012 Hitnotering: (Week 16 t/m) 09-06-2012 t/m | Hitnotering: (Week 1 t/m 12) 03-12-2011 t/m 18-02-2012 Hitnotering: (Week 13) 03-03-2012 Hitnotering: (Week 14 t/m 15) 19-05-2012 t/m 26-05-2012 Hitnotering: (Week 16 t/m) 09-06-2012 t/m | Hitnotering: (Week 1 t/m 12) 03-12-2011 t/m 18-02-2012 Hitnotering: (Week 13) 03-03-2012 Hitnotering: (Week 14 t/m 15) 19-05-2012 t/m 26-05-2012 Hitnotering: (Week 16 t/m) 09-06-2012 t/m |
| Week: | 1 | 2 | 3 | 4 | 5 | 6 | 7 | 8 | 9 | 10 | 11 | 12 | | 13 | | 14 | 15 | | 16 | 17 |
| --- | --- | --- | --- | --- | --- | --- | --- | --- | --- | --- | --- | --- | --- | --- | --- | --- | --- | --- | --- | --- |
| Positie: | 23 | 24 | 51 | 45 | 42 | 48 | 45 | 55 | 54 | 82 | 87 | 85 | uit | 98 | uit | 176 | 111 | uit | 195 | 179 |
| Week: | 18 | 19 | 20 | 21 | 22 | 23 | 24 | 25 | 26 | 27 | 28 | 29 | 30 | 31 | 32 | 33 | 34 | 35 | 36 | 37 |
| Positie: | | | | | | | | | | | | | | | | | | | | |